# Mörttjärnen (Graninge socken, Ångermanland, 698728-155718)
Mörttjärnen är en sjö i Sollefteå kommun i Ångermanland och ingår i Ångermanälvens huvudavrinningsområde.